# Ava DuVernay
Ava Marie DuVernay (sinh ngày 24 tháng 8 năm 1972) là một đạo diễn, nhà sản xuất, biên kịch, nhà làm phim và nhà phân phối phim của Mỹ. Tại Liên hoan phim Sundance 2012, DuVernay đã giành giải thưởng Đạo diễn Hoa Kỳ: Dramatic cho bộ phim thứ hai của cô Middle of Nowhere, trở thành người phụ nữ gốc Phi Châu đầu tiên đoạt giải. Với công việc của mình trong phim Selma (2014), DuVernay là nữ giám đốc da màu đầu tiên được đề cử giải Quả cầu vàng. Với Selena, cô cũng là nữ đạo diễn da màu đầu tiên được đề cử giải Oscar cho phim hay nhất của cô. Năm 2017, cô được đề cử giải Oscar cho Phim tài liệu xuất sắc nhất cho bộ phim thứ 13 (2016).
Bộ phim tiếp theo của DuVernay, bộ phim giả tưởng Một nếp gấp thời gian, có ngân sách hơn 100 triệu đô la, làm cho cô là người phụ nữ da đen đầu tiên đạo diễn một bộ phim hành động sống với ngân sách có quy mô như vậy.